# Филип Филиповић (ватерполиста)
Филип Филиповић (Београд, 2. мај 1987) је бивши српски ватерполиста, вишеструки олимпијски, светски и европски шампион, више пута проглашаван за најбољег светског и европског ватерполисту. Са четири медаље, укључујући две златне, један је од најтрофејнијих српских олимпијаца.

## Каријера
Ватерполо је почео да тренира са седам година у школи Партизана. 

### Партизан
Са 14 година дебитовао је за први тим Партизана код Дејана Удовичића.
Стандардни првотимац црно-белих постао је у сезони 2001/2002 када је освојио прву дуплу круну. У наредних седам година био је члан Партизана са којим је још три пута био освајач Првенства и Купа Србије. 

### Про Реко
Са 22 године напустио је српски ватерполо и потписао уговор са италијанским гигантом Про Реком. У првој сезони играо је заједно са Вањом Удовичићем и Слободаном Никићем. Дошли су до наслова првака Европе, Италије и Суперкупа Европе. У наредној сезони стигао је до титуле у Првенству Италије и Европи. У сезони 2011/2012 поред титуле у Италији освојио је Регионалну лигу. Пред почетак Олимпијских игара 2012, Про Реко је одлучио да због финансијских проблема да отказ свим странцима. 

### Раднички
Након Олимпијских игара у Лондону, Филиповић се вратио у српски ватерполо. Након разговора са Партизаном и Звездом, одлучио се да прихвати понуду Радничког из Крагујевца. У Крагујевцу је провео две године и освојио Куп Европе 2013. године, а наредне године били су вицешампиони Европе. На домаћој сцени нису успевали да парирају Црвеној звезди од које су поражени и у Суперкупу Европе 2013. Након две године Филиповић и Раднички су се растали, уз неисплаћене обавезе клуба према играчу. Спортска арбитража Олимпијског комитета Србије 2015. пресудила је у корист Филиповића.

## Повратак у Про Реко
Нова, стара лука за Филиповића од 2014. године је у Ђенови. Заиграо је по други пут за Про Реко са којим је потврдио титуле Лиге шампиона, Суперкупа Европе, те дупле круне у Италији. Про Реко је напустио у лето 2020. и прешао у мађарски Солнок.

## Репрезентација
Са 16 дебитовао је за сениорску репрезентацију. Селектор Ненад Манојловић је повео Филиповића на Европско првенство 2003. у Крању где је Србија и Црна Гора освојила златну медаљу, мада није улазио у игру. 
Од тада до данас одиграо је 367 утакмица и постигао 643 гола. Други је на листи најбољих стрелаца репрезентације Србије свих времена иза Александра Шапића.

### Олимпијске игре
Три пута је наступао на Олимпијским играма. На дебију 2008. године поред старијих и искуснијих играча није имао пуну минутажу.
На летњим олимпијским играма 2012. године са репрезентацијом Србије освојио је бронзану медаљу, а уврштен је у идеални тим турнира. На Олимпијским играма у Рију 2016. са репрезентацијом Србије је освојио златну медаљу. Уз то поновио је успех са претходних, уврштен је у идеални тим, али и проглашен за најкориснијег играча турнира.

### Светска првенства
Дебитовао је у Мелбурну 2007. када је српски тим поразом од Шпаније заузео четврто место. На наредном, у Риму 2009. по први пут под именом Србија дошао је до златне медаље и уз 20 голова био најбољи стрелац турнира. У Шангају 2011 поражен је у финалу, али је проглашен за најбољег играча првенства.
Био је учесник Светског првенства 2013. у Барселони када је Србија завршила као седма, али и оне која је у Казању 2015. дошла до златне медаље. На последњем одиграном шампионату света, у Будимпешти 2017. освојио је бронзу. Одлуком селектора да одмори стандардне играче, пропустио је Светско првенство 2019.

### Европска првенства
У Крању 2003. године започео је такмичење на шампионатима Европе златном медаљом. Исти успех поновио је и 2006. године у Београду. У Малаги 2008. године претрпео је пораз у финалу од Црне Горе и освојио сребро, док је 2010. године у Загребу био трећи. Од 2012 до 2018. године са репрезентацијом Србије био је четири пута првак Европе. Те 2018. године у Барселони предводио је, по први пут на Европском првенству Србију као капитен и проглашен за најбољег играча турнира. На Европском првенству 2020. предводио је Србију до петог места у Будимпешти уз десет постигнутих голова.

### Остала такмичења
Највише медаља са репрезентацијом Филиповић је освојио кроз Светску лигу. Једанаест медаља, до чега десет златних. Десету је освојио 2019. у Београду чиме је постао један од рекордера у овом такмичењу.. У Рузи 2017. освојио је први трофеј као капитен.. Са Светског купа носи два злата, из Будимпеште 2006. и Орадее 2010, док је на Медитеранским играма освојио медаљу више. Бронзу из Алмерије 2005, те злата из Пескаре 2009. и Тарагоне 2018.

### Јуниорска репрезентација
Са јуниорском репрезентацијом освојио је Европско првенство  2002. године у Барију, 2004. године на Малти, 2005. у Софији и 2006. године у Великом Варадину. Поред ових злата, са Европског првенства за јуниоре има и бронзу из Хагена освојену 2001. године. 
На Светском првенству за јуниоре тријумфовао је 2003. у Напуљу и 2005. у Аргентини.

## Награде и признања
- „Мајска награда” Спортског савеза Србије 2007
- Најбољи ватерполиста Европе за 2009, 2014[11], 2016[12]. и 2018[13]. по избору ЛЕНа
- Најбољи стрелац Светског првенства у Риму 2009. (20 голова), финалног турнира Светске лиге 2014. (17 голова), Олимпијских игара 2016. (19 голова)
- Најбољи играч Светског првенства у Шангају 2011, Европског првенства 2018.
- Најбољи играч света за 2011,[14] 2014.[15] и 2021.[16] по избору ФИНА
- Спортиста године 2016. од стране Олимпијског комитета Србије[17]
- Најбољи ватерполиста у 2015. по избору сајта "Ватерполо свет"
- Амерички часопис „Swimming world” га је прогласио за најбољег ватерполисту 2016. године.[18]
- Члан идеалног тима на Олимпијским играма у Лондону 2012. и Рију 2016. године
- Спортиста године 2021. од стране Олимпијског комитета Србије[19]

## Клупски трофеји
Партизан
- Првенство СР Југославије 2001/02.
- Куп СР Југославије 2001/02.
- Првенство Србије 2006/07, 2007/08. и 2008/09.
- Куп Србије 2006/07, 2007/08. и 2008/09.

Про Реко
- Евролига 2009/10, 2011/12. и 2014/15.
- Суперкуп Европе 2010/11. и 2015/16.
- Јадранска лига 2011/12.
- Првенство Италије 2009/10, 2010/11, 2011/12, 2014/15, 2015/16, 2016/17,2017/18 и 2018/19.
- Куп Италије 2009/10, 2010/11, 2014/15, 2015/16, 2016/17, 2017/18 и 2018/19.

Раднички
- ЛЕН Куп Европе 2012/13.

Солнок
- ЛЕН Куп Европе 2020/21.
- Првенство Мађарске 2020/21.